# Università di Stavanger
L'Università di Stavanger (in norvegese Universitetet i Stavanger, UiS) è una università pubblica della Norvegia, situata nella città di Stavanger. L'ateneo fu fondato nel 2005, quando il precedente Høgskolen i Stavanger (HiS) ricevette lo status di università.
L'università è organizzata in sei facoltà, comprendenti due centri nazionali di studi specialistici e un museo di archeologia. Si serve di un unico campus, sito nella zona di Ullandhaug.

## Organizzazione

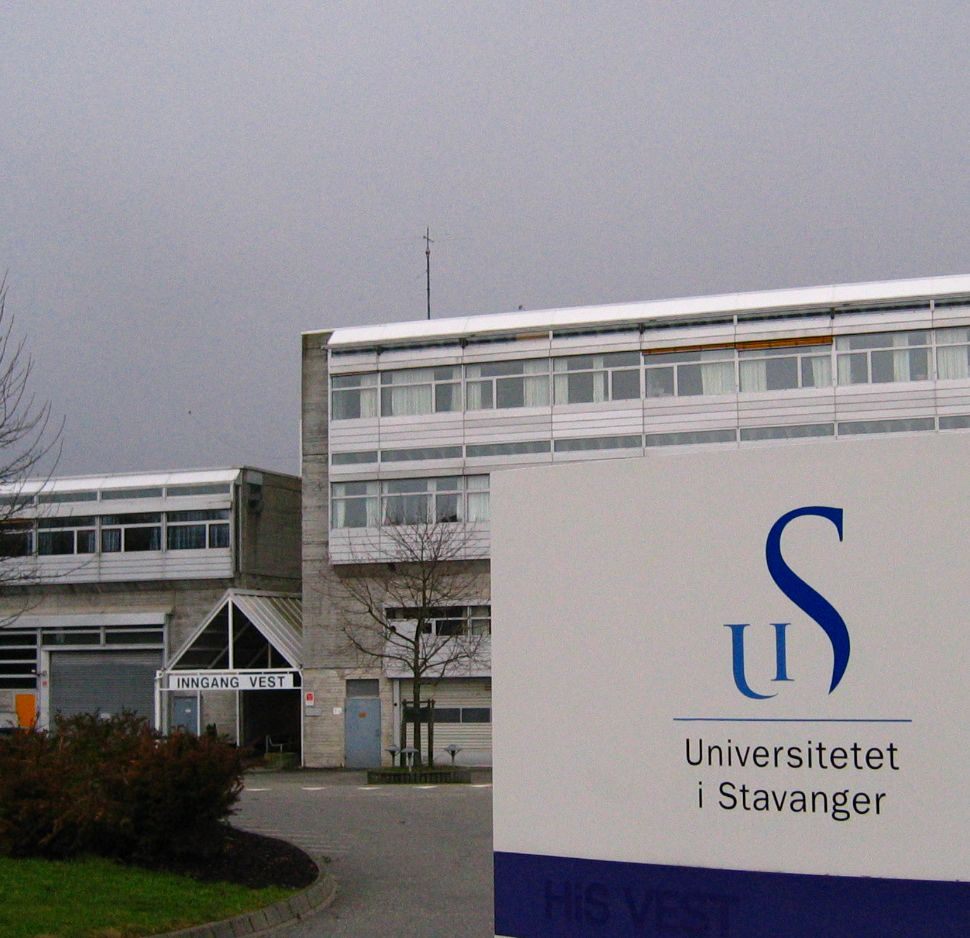
Uno degli ingressi del campus.

L'università è organizzata con le seguenti facoltà e dipartimenti:
- Facoltà di arti e dell'educazione
  - Dipartimento di educazione e scienza dello sport
  - Dipartimento di educazione dell'infanzia
  - Dipartimento di studi culturali e lingue

- Facoltà di scienza della salute

- Facoltà di arti dello spettacolo

- Facoltà di scienze sociali
  - Dipartimento di studi sociali
  - Dipartimento di media e scienze sociali
  - Dipartimento di studi sociali
  - The Norwegian School of Hotel Management

- Facoltà di scienze e tecnologia
  - Dipartimento di chimica, bioscienze e ingegneria ambientale
  - Dipartimento di ingegneria elettrica e  informatica
  - Dipartimento di ingegneria del petrolio
  - Dipartimento di risorse energetiche
  - Dipartimento di matematica e fisica
  - Dipartimento di meccanica, ingegneria strutturale e scienza dei materiali
  - Dipartimento di economia industriale, gestione del rischio e pianificazione

- UiS Business School